# Massacre de Mamudo
Le massacre de Mamudo a lieu le 6 juillet 2013 pendant l'insurrection de Boko Haram.

## Déroulement
Le 6 juillet 2013, des hommes armés entrent dans un lycée de Mamudo, une localité située à 5 kilomètres de la ville de Potsikum, près de Damaturu, dans l'État de Yobe. Les assaillants incendient le bâtiment et ouvrent le feu sur les élèves qui tentent de fuir. Plusieurs pensionnaires sont rassemblés dans un dortoir avant d'être fusillés ou tués à coups de grenades.
Selon l'armée, le bilan est de 21 morts, cependant, d'après les médecins de l'hôpital de Potsikum, l'attaque a fait 42 morts : 41 lycéens et un professeur,.
Boko Haram est suspectée d'être responsable de l'attaque, peut-être en représailles à une offensive de l'armée à Dogon Kuka où 22 islamistes avaient été tués. Cependant quelques jours plus tard, Abubakar Shekau, chef de Boko Haram, affirme dans une vidéo que son organisation n'a pas participé à l'attaque, « nous n'attaquons pas les élèves » déclare-t-il, il affirme cependant l'approuver : « Nous apportons notre entier soutien à l'attaque de cet établissement d'éducation occidentale à Mamudo ».